# Clameur de Haro
De Clameur de Haro is een oud juridisch middel om recht te halen. Het bestaat alleen nog op de Kanaaleilanden, en het gebruik is zeldzaam en alleen naar aanleiding van disputen over grond. Indien geregistreerd bij het plaatselijke archief, verbiedt de overtreder het land te bezitten.

## Etymologie
Er zijn verschillende versies in omloop:
- het zou een afkorting zijn van Ha Rollo, de eerste hertog van Normandië.[1]
- het Middeleeuwse Engelse woord 'Harrow'. Dit betekende 'give chase' in het middeleeuwse Engels of "Houd ze" in het huidige Nederlands. Het werd in die tijd gebruikt om anderen om hulp te roepen in het geval van een onrecht.
- in het huidige Engels wordt het begrip nog gebruikt bij de jacht (in verbasterde vorm) namelijk 'Halloo'.

## Geschiedenis

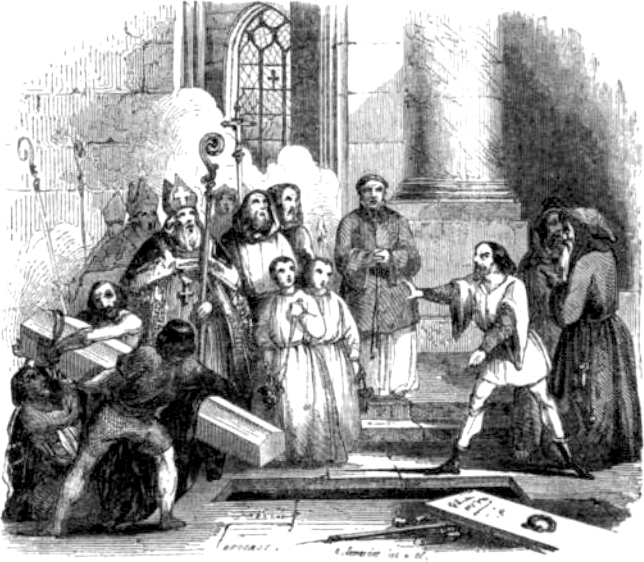
De begrafenisplechtigheid van Willem de Veroveraar wordt onderbroken door Asselin's haro-geroep. (C. Lemercier, Charles Rossigneux, or F. Godefroy (La Normandie historique, pittoresque et monumentale ou, Souvenirs d'un voyage, by Amable Tastu, Paris, Chez P.-C. Lehuby, 1858)

De Clameur de Haro is een juridisch overblijfsel uit de tijd dat het hertogdom Normandië de Kanaaleilanden in handen had voordat Engeland de macht overnam in de 13e eeuw.
De Haro werd eerst toegepast op geweld tegen de persoon. Het werd de Haro van wonden en bloed genoemd, maar al spoedig werd het uitgebreid tot burgerlijke zaken, voor flagrante overtredingen en verstoringen van bezit, inbeslagnemingen van erfenissen, en inbeslagnemingen van eigendom die zonder recht werden gedaan.
Niettemin bleef de Haro, nadat hij in 1274 enige tijd in Frankrijk was ingevoerd, een zuiver Normandisch gebruik, en geen Engels gebruik, zoals ten onrechte wordt beweerd.
In het register van Nicolle Le Couette, die van 1364 tot 1365 burgemeester van Rouen was, staan er veel vonnissen en arresten op Haro-acties.
De Clameur de Haro lijkt misschien verouderd, maar het is nog steeds een aanvaardbaar juridisch instrument dat op Guernsey kan worden gebruikt. Wanneer het gebruikt wordt, is het vaak in gevallen van een geschil over land :
- Een echtpaar op Guernsey probeerde het in 2010 te gebruiken om de bank te stoppen hun eigendom weer in bezit te nemen, maar de plaatsvervangende deurwaarder weigerde het te handhaven omdat de bank geacht werd geen kwaad te doen.
- In 2016 wilde een campagnevoerder het gebruiken om de verplaatsing van een oorlogsmonument te voorkomen.
- Een man las de Clameur de Haro in december 2016 om te voorkomen dat planningsambtenaren een vervallen auto van zijn eigendom zouden verwijderen.[4]

Ook op Jersey is het principe nog aanwezig  in de 21e eeuw :
- Op 25 maart 2021 rapporteerde de Bailiwick Express over een mevrouw wiens Clameur de Haro op Jersey onontvankelijk werd verklaard en daarop in beroep ging tegen deze uitspraak.[5]

## Procedure
De procedure, is als volgt:
- op de knieën zittend,
- ten overstaan van twee getuigen[6],
- in het bijzijn van de aangeklaagde,
- op de plaats van het onrecht
- roept de "Criant" of "Uitroeper" uit met de hand in de lucht:
- "Haro! Haro! Haro!  À l'aide, mon Prince, on me fait tort."[7][8]
- Hierop spreekt de aanklager een gebed uit, het "Onze Vader" in het Frans.

Als de aangeklaagde dit hoort, is het de bedoeling dat alle activiteiten gestaakt worden totdat de zaak bij de rechtbank van Rouen is behandeld.
- In het geval dat de aangeklaagde geen gehoor geeft aan de oproep wordt deze een boete opgelegd.
- In het geval dat de aanklager dit zonder een acceptabele reden doet, wordt deze ook een boete opgelegd.

In Guernsey moet na het beroep op 'Clameur de Haro' een dankgebed worden uitgesproken:
"La Grace de Notre Seigneur Jesus Christ;
la dilection de Dieu, et la communication de Saint Esprit
soit avec nous tous eternellement. Amen."

## Gebruik
- Bij de begrafenis van Willem de Veroveraar in 1087
- De "Harelle", de revolte in Rouen in 1382

## Trivia
- Enkele jaren na de Eerste Wereldoorlog, tijdens een bezoek van koning George V van Engeland, als hertog van Normandië, aan de Kanaaleilanden, riep een goede Engelse toerist toevallig "haro to the Duke!" op het plein van Jersey, terwijl hij met zijn benen gekruist op de grond lag... zonder reden, gewoon voor de grap, om te zien of het oude gebruik nog bestond en of de traditionalistische Engelsen het in ere hadden gehouden. Hij werd in beslag genomen en, op gezag van de wet, voor de Groot Baljuw van het eiland gebracht. Hij kreeg een zeer hoge boete, op grond van de gekke haro, omdat hij de spot dreef met justitie, die niet vaak lacht...[2]